# 싱가포르 모델

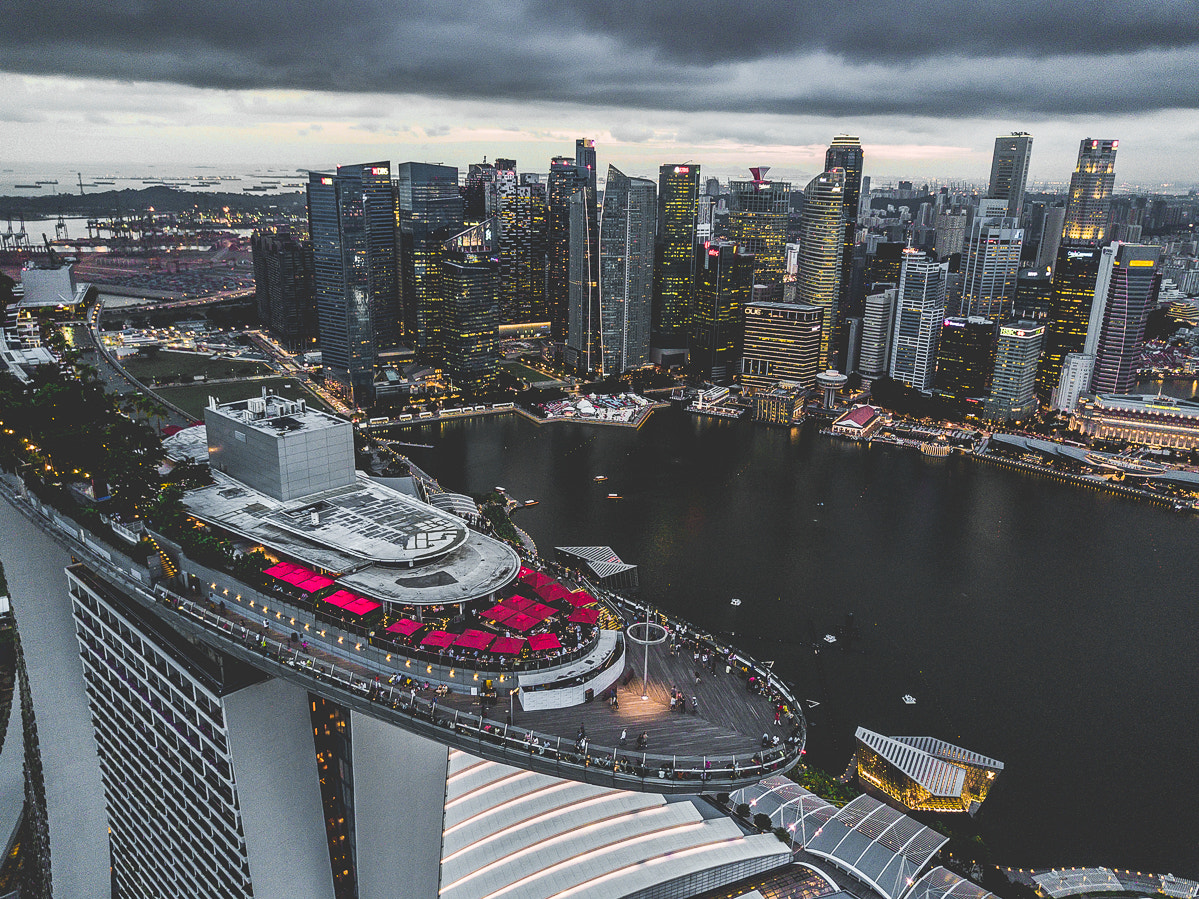
싱가포르 시내 지구 스카이 라인

싱가포르 모델 또는 싱가포르 경제 모델은 1965년 독립 이후 싱가포르 정부가 제정한 단 몇 십년 만에 고소득 경제를 가진 선진국이 되게 만든 다양한 경제 및 사회 정책을 의미한다.
싱가포르 경제의 급속한 발전은 21세기에 접어 들면서 아시아 태평양 경제 협력체 (APEC)의 본부가 되고 Ma–Xi 회의(2015년 양안 정상회담)와 같은 주목받는 행사를 주최하는 등 중립성을 인정하는 것과 함께 동반되었다. 2018년 북미정상회담, 세계 경제 포럼 (WEF), 그리고 크리에이티브(Creative), 그랩(Grab), 라자다(Lazada), 쇼피(Shopee), 레이저 주식회사 (RΛZΞR Inc) 및 Secretlab과 같은 국부 펀드의 지원을 받는 다국적 대기업의 성장도 있다.
오늘날 싱가포르의 1인당 국내 총생산 (GDP)은 세계에서 가장 높은 수치에 속한다. 또한 이 나라는 삶의 질, 특히 교육, 주택, 인적 자본, 의료, 기대 수명, 안전 및 투명성과 관련하여 높은 순위를 차지하고 있다. 가장 최근의 인간 개발 지수 (Human Development Index, HDI) 통계 종합에서 싱가포르는 아시아에서 가장 높은 주권 국가로 선정되었으며 불평등 조정 HDI에서 여전히 높은 순위를 기록했다. 또한 세계에서 가장 평화로운 국가 중 하나이며 글로벌 평화 지수에서 아시아에서 가장 평화로운 국가이기도 하다.